# Les Mots magiques
Cet article concerne le film. Pour l'album musical, voir Les Mots magiques (album).
 (juillet 2025).
Les Mots magiques est un film québécois de Jean-Marc Vallée.